# 解放運動無名戦士墓

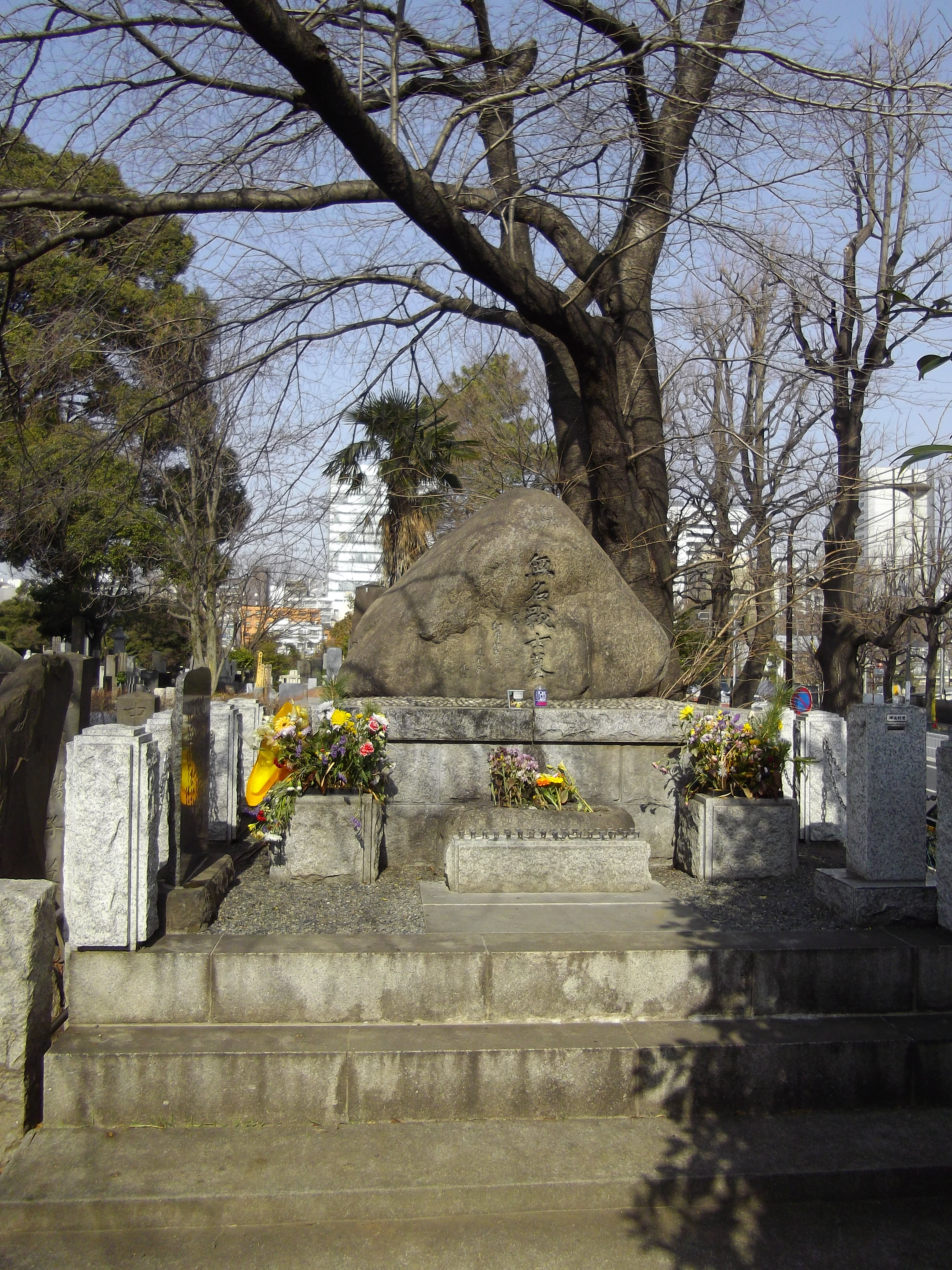
解放運動無名戦士墓、2014年2月1日

解放運動無名戦士墓（かいほううんどうむめいせんしのはか）は、日本の社会運動や革命運動に関わるも志半ばで死去した人々を合葬する共同墓所である。東京都港区の青山霊園内にあり、日本国民救援会が管理している。

## 沿革・概要
1920年代後半にベストセラーとなったルポルタージュ『女工哀史』の著者細井和喜蔵の死後、友人の藤森成吉・山崎今朝弥らが「細井和喜蔵遺志会」をつくった。遺志会は、墓地のない細井や解放運動犠牲者たちの遺骨を葬るため、預かっていた細井の印税で青山墓地に権利を買った。藤森が墓石に「無名戦士墓」の5文字を揮毫して、1935年3月28日、弾圧を避けるべくひそかに建碑式を行った。その後、墓石周囲には有刺鉄線がはりめぐらされ、近づく者は厳しく監視されるようになった、といわれる。
戦後1948年、碑は遺志会から労農救援会（現在の日本国民救援会）に移管され、碑銘に「解放運動」の4文字が加えられた。同年3月18日には第1回解放運動犠牲者合葬追悼会が開かれ、墓前での合葬祭も行われた。
以来、パリ・コミューン記念日にあたる毎年3月18日、日本国民救援会によって、新たな解放運動物故者を加えた追悼式が行われている
。2016年3月18日の第69回解放運動無名戦士合葬追悼会では、1112人が新たに合葬され、合葬者総数は44021人となった。
日本人ばかりでなく、在日韓国・朝鮮人も合葬されている。

## 著名な合葬者
| 氏名         | 略歴                                                                 | 享年 | 没年 | 合葬年 | 備考                                   |
| ------------ | -------------------------------------------------------------------- | ---- | ---- | ------ | -------------------------------------- |
| 細井和喜蔵   | 1897年生、作家                                                       | 28   | 1925 | 1935   |                                        |
| ジャック白井 | 1900年頃生、スペイン人民戦線義勇兵                                   | 37?  | 1937 |        | [ 7 ]                                  |
| 大森詮夫     | 1902年生、弁護士                                                     | 41   | 1943 |        |                                        |
| 葉山嘉樹     | 1894年生、作家                                                       | 51   | 1945 |        | 分骨                                   |
| 譲原昌子     | 1911年生、小説家                                                     | 37   | 1949 |        | [ 8 ]                                  |
| 徳田球一     | 1894年生、衆議院議員・弁護士・日本共産党書記長                       | 59   | 1953 |        | 八柱霊園内徳田家の墓、多磨霊園とに分骨 |
| 山崎今朝弥   | 1877年生、弁護士・社会主義者                                         | 76   | 1954 |        | 分骨                                   |
| 犬田卯       | 1891年生、小説家・農民運動家                                         | 65   | 1957 | 1958   | 分骨                                   |
| 朝日茂       | 1913年生、社会運動家・朝日訴訟原告                                   | 50   | 1964 |        | 郷里岡山県津山市の本行寺墓地とに分骨   |
| 松本治一郎   | 1887年生、部落解放同盟初代執行委員長・衆議院議員・参議院議員         | 79   | 1966 | 1967   | [ 11 ]                                 |
| 河崎なつ     | 1889年生、教師・女性運動家・参議院議員                               | 77   | 1966 | 1967   |                                        |
| 深沢義守     | 1905年生、農民運動家・山梨社会党書記長・日本共産党衆議院議員         | 61   | 1966 | 1969   | [ 12 ]                                 |
| 貴司山治     | 1899年生、小説家・劇作家                                             | 73   | 1973 |        | 分骨                                   |
| 藤森成吉     | 1892年生、小説家・劇作家                                             | 84   | 1977 |        | 分骨                                   |
| 砂間一良     | 1903年生、衆議院議員・日本共産党幹部会員・ジャーナリスト             | 89   | 1992 | 1993   | [ 13 ]                                 |
| 鈴木安蔵     | 1904年生、憲法学者・憲法改悪阻止各界連絡会議（憲法会議）初代代表委員 | 79   | 1983 | 1984   |                                        |
| 櫛田ふき     | 1899年生、女性運動家・日本婦人団体連合会会長・国際民主婦人連盟副会長 | 101  | 2001 | 2002   | [ 14 ]                                 |
| 瀬長亀次郎   | 1907年生、沖縄人民党委員長・那覇市長・衆議院議員・日本共産党副委員長 | 94   | 2001 | 2002   | [ 14 ]                                 |
| 吉岡吉典     | 1928年生、参議院議員・日本共産党中央委員                             | 80   | 2009 | 2010   | [ 15 ]                                 |
| 上田誠吉     | 1926年生、弁護士・自由法曹団団長                                     | 82   | 2009 | 2010   | [ 15 ]                                 |
| 川瀬氾二     | 1926年生、開拓農家、矢臼別演習場設置のための土地買収に反対           | 82   | 2009 | 2010   | [ 15 ]                                 |
| 矢野宣       | 1928年生、俳優                                                       | 82   | 2010 |        | [ 16 ]                                 |

## 各地の解放運動無名戦士碑
同様の趣旨で設けられた慰霊碑や共同墓所が日本各地にあり、合祀祭や追悼式典が行われている。
| 名称                           | 所在地                                        | 建立年 | 備考                                                   |
| ------------------------------ | --------------------------------------------- | ------ | ------------------------------------------------------ |
| 労農運動犠牲者之碑             | 北海道札幌市豊平区、月寒公園                  | 1949年 | 彫刻家山内壮夫作。大通公園に創設、1966年現在地に移転。 |
| 民主先駆の碑・民主いしずえの碑 | 福島県いわき市常磐藤原町湯ノ岳                |        |                                                        |
| 群馬解放運動無名戦士之墓       | 群馬県前橋市亀泉町、亀泉霊園内                | 1966年 |                                                        |
| 解放戦士の碑                   | 東京都あきる野市菅生、 築地本願寺西多摩霊園内 |        |                                                        |
| 房総のいしずえ                 | 千葉県御宿町、御宿霊園内                      | 1996年 | [ 19 ]                                                 |
| 神奈川県解放戦士の碑           | 神奈川県横須賀市長沢、三浦富士山中            | 1982年 |                                                        |
| 新潟県解放運動戦士の碑         | 新潟県新潟市中央区、解放運動記念公園内        | 1977年 |                                                        |
| いしずえの碑                   | 富山県富山市婦中町田島                        | 2021年 | [ 20 ]                                                 |
| 解放運動無名戦士の碑           | 石川県金沢市、卯辰山内                        | 1973年 |                                                        |
| いしずえの碑                   | 福井県敦賀市杉津                              |        |                                                        |
| 解放戦士の碑                   | 山梨県甲府市、愛宕山山頂                      |        | [ 21 ]                                                 |
| 静岡県解放戦士の碑             | 静岡県静岡市葵区、愛宕霊園内                  | 1969年 | [ 22 ]                                                 |
| いしずえ碑                     | 愛知県名古屋市昭和区、鶴舞公園内              | 1964年 | [ 23 ]                                                 |
| 解放運動無名戦士の碑           | 愛知県日進市、五色園墓地内                    |        |                                                        |
| 濃飛のいしずえの碑             | 岐阜県岐阜市大洞、大洞光輪公園内              | 2001年 |                                                        |
| 解放運動無名戦士の碑           | 三重県松阪市、篠田山墓苑内                    | 1964年 | [ 24 ]                                                 |
| 滋賀いしずえの碑               | 滋賀県彦根市肥田町、崇徳寺内                  | 2013年 |                                                        |
| 京都解放運動戦士の碑           | 京都府京都市東山区、知恩院内                  | 1958年 | 建築家西山夘三が設計、法学者末川博が揮毫。             |
| 大阪解放戦士の碑               | 大阪府四條畷市、大阪生駒霊園内                | 1990年 |                                                        |
| 兵庫県解放運動無名戦士の碑     | 兵庫県神戸市中央区、大倉山公園内              | 1965年 | 毎年10月2日に合祀祭                                    |
| 人民解放運動戦士之碑           | 和歌山県阿弥陀寺境内                          | 1965年 | 大逆事件犠牲者らを合祀。荒畑寒村句碑あり。             |
| 解放戦士之碑                   | 岡山県岡山市北区畑鮎                          | 1969年 | [ 28 ]                                                 |
| 解放運動無名戦士之碑           | 広島県広島市中区舟入町、平和大通り緑地帯      | 1965年 |                                                        |
| 青葉の碑                       | 徳島県徳島市八万町、徳島霊園内                | 1978年 |                                                        |
| 佐賀県解放運動無名戦士の碑     | 佐賀県佐賀市、北山湖畔                        |        |                                                        |